# Eparchie záporožská
Eparchie Záporoží je eparchie ukrajinské pravoslavné církve Moskevského patriarchátu.

## Území a titul biskupa
Zahrnuje správní hranice území severozápadní části Záporožské oblasti.
Eparchiálnímu biskupovi náleží titul biskup záporožský a melitopolský.

## Historie
Dne 23. června 1917 byl zřízen Alexandrovský vikariát s centrem ve městě Alexandrovsk (dnes Záporoží). Do roku 1927 byl vikariát součástí jekatěrinoslavské eparchie.
Roku 1992 byla Svatým synodem Ukrajinské pravoslavné církve zřízena z části území dnipropetrovské eparchie samostatná záporožská eparchie.
Dne 29. března 2007 byla z části území zřízena eparchie berďanská.

## Seznam biskupů

### Alexandrovský vikariát jekatěrinoslavské eparchie
- 1917–1921 Jevlampij (Krasnokutskij)
- 1921–1924 Serafim (Siličev)
- 1924–1933 Stefan (Andriašenko)

### Eparchie záporožská
- 1992–2009 Vasilij (Zlatolinskij)
- 2009–2010 Iosyf (Maslennikov)
- od 2010 Luka (Kovalenko)